# OCN Movies
OCN 무비스(OCN Movies)는 CJ그룹의 엔터테인먼트및 미디어영역의 업체인 CJ ENM 방송사업부문이 운영하는 영화 전문 채널이다.

## 개요
개국당시 초창기엔 1995년 3월 1일에 현대그룹에서 개국한 HBS현대방송인데 같은 해 가을 시작된 작은 영웅들은 케이블TV가 제작한 최초의 드라마로 화제를 모았다.
하지만, 나중에 SBS와 공동제작하여 해당 채널(HBS)에서는 주말극, SBS에서는 월화극으로 방영된  드라마 사랑하니까가 초반에는 작가 김수현씨 효과를 내세워 잘 나갔지만 허술한 연출, 등장인물의 정형화된 성격 등 뒤로 갈수록 부족한 구성이 드러났고 결국 중반이후 시청률이 갈수록 하락하여 기대이하의 성적에 그친데이어 iTV 개국 첫 연속극인 일일드라마 〈가족〉을 제작, 납품했으나 1999년 9월 넥스트미디어코퍼레이션 주식회사에서 채널을 인수하여 법인이 청산된 뒤 2000년 3월 13일에 종합오락채널 NTV로 명칭을 바꾸었다.
CJ미디어(CJ E&M 방송사업부문)가 2001년 4월 인수했는데 지상파 3사의 모든 드라마 및 예능 프로그램을 방영해온 드라마넷과의 경쟁에서 밀리자 같은 해 9월부터 장르를 영화전문채널로 전환한 다음, 2002년 7월 29일에 종합영화채널 Home CGV로 채널명을 변경하였는데 CJ로 매각되기 전까지는 HBS 시절의 고전 드라마와 지상파 3사 채널 고전 드라마 -외국 드라마를 재편성했으나 CJ 매각 뒤 영화전문채널로 변경하기 전까지는 HBS 시절의 고전 드라마와 MBC 시절 드라마-고전 드라마를 재편성했다.
Home CGV 시절에는 대한민국의 영화전문 유료 방송 채널들 가운데 막강한자리를 차지하고있던 온미디어(현 CJ ENM) 계열의 OCN에 밀려 고전을 면치 못했으나, 2005년 2월 28일부터 아날로그 케이블TV 보급형 상품을 통해 송출되기 시작하고 Cinema Republic이라는 캐치프레이즈와 함께 채널CGV로 채널명을 변경하면서 세계 주요 영화채널중 하나로 성장하였다. 이후 영화 뿐만 아니라 자체 제작 드라마, TV 영화와 해외수입 드라마를 방영하였고 그 이전에도 크리미널 마인드, 퍼슨 오브 인터레스트, 본즈, 테라노바, 블레이드, 그림형제, 색시몽 등이 방영된 적이있다. 또한 아카데미 시상식을 독점으로 생중계 한적도 있었다. 2020년 OCN이 개국 25주년을 맞아 채널CGV는 OCN Movies로 변경되었다.
2000년 3월 NTV로 채널명이 변경됐으며 2001년 4월 CJ미디어에 인수됐고 2002년 4월 영화전문채널로 전환했다가 그 해 7월 29일 홈CGV, 2005년 12월 1일 채널CGV, 2020년 3월 1일 해당 채널명(OCN 무비스)으로 채널명을 변경했다.

## 종영 프로그램
- 프리즈
- 18(Eighteen)
  - 펀치 스트라이크
  - 소녀X소녀
  - 학교, 다녀오겠습니다
  - 램프의 요정
- 파이브걸즈
- 색시몽
- 정조암살미스터리: 8일
- 파이브걸즈-란제리
- 색시몽 리턴즈
- 라디오야설극장-색녀유혼
- 리틀맘 스캔들
- 리틀맘 스캔들 2
- TV방자전
- 소녀K

## 같이 보기
- OCN
- OCN Movies 2